# お手上げ
お手上げ（おてあげ）は、どうしようも無いこと、行き詰まっていること、または降参することを表す日本語。「もうお手上げだ」「お手上げ状態」などといった具合に使う。

## 概要

### 類語
絶望を受け入れること
- 諦観
- 諦め
- 諦念
- 観念
- 覚悟

諦めて扱いをやめるさま
問題解決などで
- 音を上げる
- 挫折する
- 放棄する
- 投げる
- 投げ出す
- 処置なし
- “出口”なし
- 途方に暮れる
- 弱り切る
- どうしようもない
- 手も足も出ない
- サジを投げる
- （解決は）無理
- ギブアップ
- 「どうにもならない」
- 「打つ手がない」
- 「なすすべがない」
- 「どうもこうもないよ」
- 方法がない
- ホープレス
- 「（〜には）歯が立たない」
- （〜も～には）無力
- （〜する）能力がない
- もうどうでもいいやと思う

人扱い・応対などで
- 手に負えない
- 手が付けられない
- 棄権する
- （あの人には）困る
- 参る
- 閉口する
- 辟易（へきえき）する
- 困り果てる
- 「負けたよ」
- 「脱帽だ」
- 「降参だ」
- 「“平伏”するしかない」

### 英語
- be finished
- 《口語》 be done for
- 《口語》 have had it
- 《英口語》 have had one's chips

## 由来
降伏の印に両手を上げることから、どうにもならない、手の施しようがない、の意を表す。

## 方法

### 例文
- これは完全にお手上げだ

### 使用例
映画

- 刑事ジョー ママにお手上げ
- ライラにお手上げ

音楽

- 「お手上げララバイ」AKB48
- 「お嬢さんお手上げだ」 沢田研二